# 小行星1750
小行星1750（1750 Eckert）是一颗围绕太阳公转的小行星。1950年7月15日，卡爾·威廉·萊茵姆特在海德堡发现了此天体。
該小行星以美國天文學家華萊士·約翰·埃克特命名。
这颗小行星的绝对星等为3.67等。